# Attack of the Killer B-Movies
Pour plus de détails, voir Fiche technique et Distribution.
Attack of the Killer B-Movies est un téléfilm américain de 1995. Il a été diffusé pour la première fois le 2 septembre 1995 aux États-Unis sur NBC. Il consiste en une compilation-détournement de mauvaises scènes de films de série B ou Z, notamment Killers from Space et The Wasp Woman.
Il reprend le principe du Mystery Science Theater 3000 et s'en veut un hommage. Frank Conniff (en), habituel collaborateur du Mystery Science Theater 3000 est d'ailleurs l'un des créateurs de ce téléfilm. Cassandra Peterson, connue pour interpréter Elvira, maîtresse des ténèbres, qu'elle reprend ici, est l'hôtesse de ce téléfilm, tentant à tout prix de convaincre l'auditoire que les extraits diffusés, malgré leur médiocrité apparente, sont de grande qualité.

## Distribution
- Cassandra Peterson : Elvira, l'hôtesse
- Natalia Cigliuti : elle-même
- Dustin Diamond : lui-même
- William James Jones (en) : lui-même
- Kelly Packard : elle-même
- Megan Parlen (en) : elle-même

## Récompenses
- Saturn Award :
  - Saturn Award du meilleur téléfilm 1996